# Verwaltungsgemeinschaft Laußig
Die Verwaltungsgemeinschaft Laußig war eine Verwaltungsgemeinschaft im Freistaat Sachsen im Landkreis Delitzsch. Sie lag im Nordosten des Landkreises  und grenzte im Norden an die Stadt Bad Düben und das Land Sachsen-Anhalt. Am 1. Juli 2007 vereinigten sich ihre beiden Mitgliedsgemeinden, Kossa und Laußig, zu einer neuen Gemeinde namens Laußig, wodurch die Verwaltungsgemeinschaft entfiel.

## Die ehemaligen Gemeinden mit ihren Ortsteilen
- Laußig mit den Ortsteilen Gruna, Laußig, Pristäblich
- Kossa mit den Ortsteilen Kossa, Authausen, Durchwehna, Görschlitz und Pressel

## Daten
- Fläche: 143,92 km²
- Einwohnerzahl: 4.368  (31. Dezember 2007)
- Bevölkerungsdichte: 32 Einwohner je km²
- Sitz der Verwaltung: Bahnhofstraße 1a in 04838 Laußig
- Bürgermeister: Lothar Schneider